# Wassim Slaiby
Wassim Joseph Slaiby (arabe : وسيم جوزيف صليبي), né le 16 novembre 1979 à Ghazir en Liban, également connu sous le nom de Sal (stylisé comme SAL), est un directeur de disque libano-canadien, un gestionnaire de talents, un entrepreneur et un philanthrope.
Il a cofondé le label XO avec le chanteur canadien The Weeknd en 2011, dont il a également été manager. De plus, Slaiby est le fondateur et PDG d'Universal Arabic Music, qu'il a lancé en 2021 en partenariat avec Republic Records, une division d'Universal Music Group.
Slaiby a d'abord cofondé CP Music Group en 2002, puis a rejoint le consortium de gestion Maverick en 2016. La même année, il a fondé l'agence de divertissement SALXCO, à travers laquelle il a dirigé des artistes dont Doja Cat, Bebe Rexha, Nicki Minaj, Sean Combs, French Montana, M.I.A., Swedish House Mafia, Ty Dolla Sign, Brandy Norwood, Sabrina Claudio, Christine and the Queens et Nasri.
En plus des actes musicaux, il a également dirigé des producteurs et des auteurs-compositeurs dont DaHeala, DannyBoyStyles, Metro Boomin, Breyan Isaac, London on da Track, Rob Knox, Harry Fraud et Fabian Marasciullo.

## Biographie

### Enfance
Wassim Joseph Slaiby est né à Ghazir, au Liban, le 16 novembre 1979. Son père est décédé quand il avait dix ans. Il a échappé à la guerre civile libanaise et a immigré au Canada sans famille à l'âge de quinze ans. Il a d'abord vécu à Montréal avant de déménager à Ottawa à la fin de son adolescence.

### 2002–2011: CP Music Group
Slaiby a commencé sa carrière dans l'industrie musicale après avoir rencontré et vu un jeune rappeur immigrant Belly faire du rap freestyle dans une rue d'Ottawa en 2002. Slaiby a commencé à gérer Belly, avec qui il a cofondé Capital Prophets Records, qui deviendra plus tard connu sous le nom de CP Music Group. Slaiby a également embauché Amir Esmailian, qui était un ami proche de Belly, en tant que responsable de la promotion de rue du label.
Le rappeur Belly et le chanteur Massari ont été les premiers artistes signés sur le nouveau label de Slaiby. L'album éponyme de Massari en 2005 a été certifié disque d'or au Canada et a été nommé au prix Juno. L'album 2007 de Belly, The Revolution, a remporté le prix Juno de l'enregistrement rap de l'année. En six ans, CP Music Group était devenu le label indépendant dominant de hip-hop et de RNB au Canada.

### 2011–présent: XO Records, SALXCO et Universal Arabic Music
En 2011, Slaiby a rencontré et a commencé à co-gérer le chanteur The Weeknd avec Esmailian, et a cofondé XO Records avec l'artiste et sa directrice créative La Mar Taylor. Grâce au label, the Weeknd a sorti ses trois premières mixtapes ; House of Balloons, Thursday, et Echoes of Silence, produits en interne par Illangelo. En 2012, XO Records a été repris par Universal Music Group en tant que label filiale à la suite de la signature de Weeknd avec Republic Records. En 2013, Slaiby a ajouté DaHeala, DannyBoyStyles, Harry Fraud et Belly en tant que producteurs et auteurs-compositeurs internes. Slaiby est devenu PDG du label en 2015.
En 2011, Slaiby a fondé sa propre société de gestion d'artistes et de talents, SALXCO, puis a vendu le CP Music Group à Live Nation Entertainment. En mai 2016, il s'associe au consortium Maverick de Guy Oseary. Grâce à SALXCO, Slaiby gère les artistes signés chez XO Records, dont le chanteur Black Atlass et le rappeur Nav, ainsi que d'autres artistes et producteurs tels que Doja Cat, Sean Combs, Nicki Minaj, London on da Track, Ali Gatie, Harry Fraud, Metro Boomin, Bebe Rexha et Swedish House Mafia. Le 6 avril 2021, Universal Music Group et Republic Records ont annoncé le lancement du nouveau label Universal Arabic Music, avec Slaiby en tant que fondateur et PDG.

## Autres entreprises
En décembre 2017, Slaiby a rejoint le service de streaming musical basé au Liban, Anghami, en tant que responsable des partenariats internationaux. En 2018, il a rejoint le conseil d'administration de HXOUSE, un incubateur fondé par La Mar Taylor, Belly et The Weeknd, composé d'un espace de 30 000 pieds carrés situé près du front de mer de Toronto qui fournit des salles de studio et propose l'équipement nécessaire à l'enregistrement, à la conception et à l'enregistrement produire à faible coût pour les jeunes artistes.
La même année, il aide à amener Shakira au Festival international des Cèdres au Liban. En 2019, Slaiby est devenu investisseur de la plateforme de vidéo sociale axée sur la musique Triller. En avril 2019, il a été invité en tant que conférencier à Brilliant Minds, une conférence annuelle créée par le fondateur de Spotify, Daniel Ek, où il faisait partie d'un panel d'orateurs comprenant l'ancien président américain Barack Obama, l'homme d'affaires Evan Spiegel et le scientifique Hartmut Neven.

## Vie privée
Le 15 mai 2016, Slaiby a épousé la mannequin libanaise, philanthrope et Miss USA 2010 Rima Fakih lors d'une cérémonie à l'édifice patriarcal de Bkerké, au Liban. Le mariage a réuni de nombreuses célébrités, dont The Weeknd, French Montana, Haifa Wehbe et Wael Kfoury, et a été présidé par le patriarche maronite, Bechara Boutros Rahi. Le couple a quatre enfants ensemble ; Rima, Joseph, Amira et Jacob. Ils résident à Los Angeles, en Californie. Slaiby est un chrétien maronite et, en 2017, il a été invité à rendre visite au pape qui a béni sa fille nouveau-née.

## Philanthropie
En 2017, Slaiby et French Montana ont contribué à la construction de l'hôpital Suubi en Ouganda en collaboration avec Global Citizen et Mama Hope. En février 2018, il rejoint le conseil consultatif de l'organisation internationale Global Citizen. En novembre 2018, il a annulé sa fête d'anniversaire annuelle à la suite des incendies de forêt meurtriers en Californie et a exhorté ses abonnés dans une publication Instagram à faire un don aux pompiers de Los Angeles et au Wildfire Relief Fund de la California Community Foundation.
En réponse à l'explosion de Beyrouth en 2020, Slaiby, aux côtés de son épouse Rima Fakih, a lancé une campagne intitulée #GlobalAidForLebanon, en collaboration avec Global Citizen et le Programme alimentaire mondial des Nations unies. La collecte de fonds a permis de récolter plus de 2 millions de dollars pour venir en aide aux personnes touchées.

## Honneurs et reconnaissance
- 2015 : 40 meilleurs jeunes joueurs puissants de moins de 40 ans[30].
- 2017 : Billboard Power 100 (n°52)[31].
- 2018 : Billboard Power 100 (n°53)[32].
- 2020 : Gestionnaire de Variety de l'année[33].
- 2021 : Billboard International Power Player[34].